# Fickle Fatty's Fall
Fickle Fatty's Fall er en amerikansk stumfilm fra 1915 af Fatty Arbuckle.

## Medvirkende
- Phyllis Allen
- Roscoe 'Fatty' Arbuckle
- Glen Cavender
- Ivy Crosthwaite
- Alice Davenport